# Список объектов всемирного наследия ЮНЕСКО в Палау
В списке Всеми́рного насле́дия ЮНЕ́СКО в Респу́блике Пала́у, по состоянию на 2012 год, значится одно наименование. К тому же, 4 объекта на территории страны находятся в числе кандидатов на включение в список всемирного наследия. Республика Палау ратифицировала Конвенцию об охране всемирного культурного и природного наследия 11 июня 2002 года. Первый объект на территории Палау был внесён на 36-й сессии Комитета всемирного наследия ЮНЕСКО

## Список
В таблице объекты расположены в порядке их добавления в список.
| # | Изображение | Название                                                                     | Год внесения в список | Время создания | Местоположение | №    | Критерии                     |
| - | ----------- | ---------------------------------------------------------------------------- | --------------------- | -------------- | -------------- | ---- | ---------------------------- |
| 1 |             | Скалистые острова Палау (англ. Rock Islands-Southern Lagoon Management Area) | 2012                  | —              | Штат: Корор    | 1386 | iii, iv, v, vii, viii, ix, x |

## Предварительный список
В таблице объекты расположены в порядке их добавления в предварительный список. В данном списке указаны объекты, предложенные правительством Палау в качестве кандидатов на занесение в список всемирного наследия.
| # | Изображение | Название                                                              | Год внесения в список | Время создания | Местоположение                                 | №    | Критерии   |
| - | ----------- | --------------------------------------------------------------------- | --------------------- | -------------- | ---------------------------------------------- | ---- | ---------- |
| 1 |             | Террасы Нгебедеха (англ. Ouballang ra Ngebedech (Ngebedech Terraces)) | 2004                  | —              | Штат: Аимелиик                                 | 1930 | ii, iii, v |
| 2 |             | Заповедник Инеонг (англ. Sigatoka Sand Dunes)                         | 2004                  | —              | Ближайшее поселение: Имеонг Штат: Нгаремленгуи | 1931 | не указаны |
| 3 |             | Япские диски (англ. Yapease Quarry Sites)                             | 2004                  | VI—XV века     | Штат: Аираи                                    | 1932 | i, ii, iii |
| 4 |             | Каменные гробы «Тет-эль-Бад» (англ. Tet el Bad (Stone Coffin))        | 2004                  | —              | Штат: Нгархелонг                               | 1933 | i          |